# Blackenstock
Blackenstock är en bergstopp i Schweiz.   Den ligger i kantonen Uri, i den centrala delen av landet, 80 km öster om huvudstaden Bern. Toppen på Blackenstock är 2 930 meter över havet, eller 648 meter över den omgivande terrängen. Bredden vid basen är 11,6 km.
Terrängen runt Blackenstock är huvudsakligen mycket bergig. Närmaste större samhälle är Erstfeld, 8,9 km öster om Blackenstock. 
Trakten runt Blackenstock består i huvudsak av gräsmarker. Runt Blackenstock är det mycket glesbefolkat, med 4 invånare per kvadratkilometer.